# Guerra de la Conquista
La Guerra de la Conquista es una guerra ficticia de la saga Canción de hielo y fuego del escritor estadounidense George R. R. Martin.

## Antecedentes
Dentro de la saga Canción de hielo y fuego, las crónicas de la obra mencionan que los Siete Reinos constaban de siete reinos independientes gobernados por reyes y enfrascados en interminables luchas, generalmente por cuestiones fronterizas o de índole menor. La Casa Targaryen se había asentado en la isla-fortaleza de Rocadragón tras la Maldición de Valyria; los Targaryen habían escapado del legendario reino de Valyria y gobernaban un pequeño territorio insular independiente, manteniéndose alejados de las disputas de dichos reyes.
Aegon Targaryen era el señor de Rocadragón y su ambición desde hacía tiempo era lograr la conquista de Poniente merced a su terrible arma: dragones, los cuales habían sido traídos desde Valyria y eran los últimos que permanecían vivos desde su cataclismo. Aegon contaba con dos hermanas, Visenya y Rhaenys, que a su vez eran sus esposas, pues las crónicas de la saga narran que los Targaryen contraían matrimonios incestuosos para mantener la «pureza de la sangre» —herencia del pueblo valyrio— . Tanto Aegon como sus hermanas-esposas montaban cada uno a un dragón: Visenya a Vhagar, Rhaenys a Meraxes y Aegon a Balerion, el mayor de todos ellos.
Aegon buscaba un pretexto que le permitiera iniciar la conquista de Poniente y el rey Argilac el Arrogante se la concedió. Argilac se hallaba en uno de sus sempiternos conflictos territoriales con otro reino y buscó la alianza de Aegon proponiéndole matrimoniar con su hija. Aegon rechazó el ofrecimiento, mas ofreció la mano de su hermano bastardo, Orys Baratheon, a cambio. El rey Argilac se sintió ofendido y envió las manos de los emisarios a Aegon en señal de desprecio; Aegon declaró entonces la guerra a los Siete Reinos afirmando que, a partir de ese instante, Poniente únicamente tendría un rey; todos aquellos que se prosternaran conservarían sus tierras y títulos, pero los que se resistieran serían aniquilados.
La situación de los Siete Reinos en el momento que Aegon declara el inicio de su guerra de conquista en la obra es la siguiente:
- El Reino del Norte: gobernado por la Casa Stark, regían las tierras que iban desde el Muro hasta el Cuello. Torrhen Stark era el Rey en el Norte en ese período.

- El Reino del Valle: gobernado por la Casa Arryn. El rey en aquel momento era un niño llamado Ronnel Arryn, ejerciendo la regencia su madre, Sharra Arryn.

- El Reino de las Tormentas: gobernado por la Casa Durrandon, sus reyes recibían el apodo de «Rey Tormenta», el cual era Argilac, apodado «El Arrogante».

- El Reino de la Roca: gobernado por la Casa Lannister, el Rey de la Roca durante la llegada de Aegon fue Loren Lannister.

- El Reino del Dominio: gobernado por la Casa Gardener, el Rey del Dominio durante esta época era Mern IX Gardener.

- El Reino de las Islas del Hierro: gobernado por la Casa Hoare, los hijos del hierro —nombre que reciben en la saga los habitantes de estas islas— gobernaban para ese momento las Tierras de los Ríos y su monarca era Harren Hoare, apodado «El Negro».

- El Principado de Dorne: gobernado por la Casa Martell, Dorne era el menos influenciado por la cultura de Poniente y el más aislado de todos ellos. La anciana princesa Meria Martell gobernaba Dorne durante la conquista.

## Desarrollo

### El desembarco
Aegon, sus hermanas-esposas y su ejército desembarcaron en Poniente en la localización de la bahía del río Aguasnegras junto a tres colinas que eran consideradas un buen lugar desde donde asentarse para iniciar la invasión. Aegon construyó un fuerte que sería el germen de la futura Fortaleza Roja y de la ciudad de Desembarco del Rey. 
Su primer objetivo fue conquistar los territorios aledaños a su recién erigido campamento. Estos territorios carecían de señor al estar en disputa constante entre los diversos reyes, de manera que a los Targaryen no les costó hacerse con su control; a partir de entonces, estos territorios pasarían a denominarse en la saga como «Tierras de la Corona», en tanto rendían vasallaje directamente al Rey de los Siete Reinos. Aegon adoptó un blasón para la Casa Targaryen: un dragón tricéfalo de gules sobre un campo de sable. A su vez, fue coronado como Rey de los Siete Reinos por su hermana-esposa Visenya. Decretó también que su hermano Orys Baratheon sería su «Mano del Rey», título que designaba a la mano derecha del monarca.
Ante la noticia de la llegada de los Targaryen, los reyes de Poniente convocaron a sus vasallos y se prepararon para plantar batalla.

### La conquista de las Tierras de los Ríos y de las Tierras de Tormentas
Aegon dividió sus fuerzas en dos. El grueso de su ejército partió a las Tierras de Tormentas bajo el mando de Orys Baratheon, mientras que el propio Aegon se dirigió a Harrenhal, el ciclópeo bastión de la Casa Hoare de las Islas del Hierro.
En las Tierras de los Ríos, el gobierno de los hijos del hierro no era muy apreciado debido a la actitud tiránica del rey Harren Hoare. Los señores ribereños, liderados por Lord Edmyn Tully, se unieron a Aegon en su marcha contra Harren el Negro. Este se refugió en su titánico castillo confiado en que resultaría inexpugnable para cualquier ejército, hasta que Aegon descendió con su dragón sobre la fortaleza y la hizo arder hasta los cimientos. Calcinados dentro de su propia fortaleza, el linaje de la Casa Hoare quedó extinto y Aegon otorgó el señorío de las Tierras de los Ríos a la Casa Tully.
Mientras eso se producía, Orys Baratheon lideraba el ejército de Aegon sobre las Tierras de Tormentas junto a Rhaenys y su dragona Meraxes. Tras los enfrentamientos iniciales, el rey Argilac decidió plantar batalla. Esta, conocida en la saga como «La Última Tormenta» culminó en la victoria de Orys y los Targaryen después de que el primero acabara con Argilac en combate singular. Con los tormenteños en desbandada, Orys acudió a tomar posesión de Bastión de Tormentas, la fortaleza ancestral de la Casa Durrandon. La hija de Argilac, Argella, se negó a rendirse y se autocoronó como «Reina de la Tormenta»; al día siguiente, sus hombres la entregaron encadenada y desnuda a Orys, quien la liberó y la tomó como esposa; en recompensa por su éxito, Aegon otorgó el señorío de Bastión de Tormentas y de las Tierras de Tormentas al propio Orys Baratheon, naciendo así la Casa Baratheon.

### La Batalla del Campo de Fuego y la conquista del Valle
Alarmados por los éxitos de los Targaryen, los reyes Loren Lannister de la Roca y Mern IX Gardener del Dominio se aliaron y reunieron un ejército para enfrentarse a Aegon. Ambos monarcas juntaron una impresionante fuerza de 55.000 hombres, mientras que los Targaryen contaban con cinco veces menos. Sin embargo, por primera y única vez, los Targaryen juntaron a sus tres dragones para desplegarlos en el campo de batalla.
El plan del ejército aliado era rodear por los flancos al ejército Targaryen y atacarles por la retaguardia con su superior caballería. El terreno les favorecía debido a que era seco y llano, perfecto para una carga de caballería, pero no se imaginaban que eso se volvería en su contra. Aegon y sus hermanas montaron en sus dragones mientras daban el mando de su ejército a Jon Mooton. Al comenzar la batalla, el centro del ejército aliado, liderado por el propio rey Mern, cargó contra el ejército Targaryen. La superioridad numérica parecía aplastante, pero en ese momento, los tres dragones comenzaron a llover fuego sobre los hombres de los Gardener. El terreno seco y el viento favorecieron que el fuego se extendiera rápidamente. Los hombres de Mooton pudieron contraatacar y despacharon al centro del ejército aliado. Al concluir la batalla, 4.000 hombres yacían calcinados en el campo de batalla. El rey Mern, así como todo su linaje, fallecieron en la batalla. Por su parte, el rey Loren pudo sobrevivir y se rindió de inmediato ante Aegon, por lo que este le permitió conservar el señorío sobre Roca Casterly y le nombró «Guardián del Occidente».
Aegon partió rumbo a Altojardín, el bastión de la Casa Gardener. Harlen Tyrell, mayordomo de la fortaleza, se rindió ante Aegon, por lo que este decidió nombrarle nuevo señor de Altojardín, del Dominio y «Guardián del Sur».
Por su parte, la flota de la Casa Arryn logró destruir la flota de la Casa Velaryon en los prolegómenos del conflicto. La regente del Valle, Sharra Arryn, se encerró en el Nido de Águilas —el inexpugnable bastión de la Casa Arryn— y reunió tropas con la intención de resistir. Sin embargo, sus esfuerzos fueron en vano; cierto día, Visenya descendió con su dragona Vhagar sobre el Nido de Águilas y tomó al pequeño Ronnel Arryn, señor del Valle. Al observar a su hijo junto al dragón, Sharra se rindió y juró vasallaje a los Targaryen; a los Arryn se les permitió conservar su título y sus tierras y se les otorgó el título de «Guardianes del Oriente».

### La conquista del Norte
El Rey en el Norte, Torrhen Stark, no estaba dispuesto a someterse a los Targaryen y pretendía resistir su avance igual que habían hecho con los ándalos durante siglos: en la región del Cuello. El rey Torrhen reunió un ejército de 30.000 hombres y partió a enfrentarse a las huestes de Aegon. Este, que se hallaba en el sur, partió de inmediato al oír sobre el avance de los norteños. Reunió un ejército de cerca de 80.000 hombres, al que había que añadir sus tres dragones. 
El rey Torrhen llegó hasta el Tridente, el mayor río del continente, y decidió aguardar para enfrentarse al ejército de los Targaryen. Al observar su inmensa hueste y sus tres dragones, Torrhen comprendió que afrontaba una batalla perdida e hincó su rodilla ante Aegon. Tras este gesto, el Conquistador le permitió conservar su señorío y sus títulos, al igual que decidió nombrarle «Guardián del Norte». A partir de este acontecimiento, el rey Torrhen Stark, el último Rey en el Norte, pasó a la posteridad en la saga con el apodo de «El Rey que se arrodilló».

### Coronación de Aegon: fin de la guerra
Aegon entendía que para ganarse la sumisión de los Siete Reinos, debía lograr el apoyo de la Fe de los Siete, la religión mayoritaria e imperante de los Siete Reinos de Canción de hielo y fuego. Aegon llegó a la ciudad de Antigua, sede de la Fe y del Septón Supremo, el cabeza de la Fe. Tanto el máximo dirigente de la Fe, como los Hightower —gobernantes de Antigua—, decidieron que no se enfrentarían al Conquistador, de manera que este fue ungido como «Rey de los Siete Reinos» por el propio Septón Supremo, gozando así de la bendición de la Fe. La coronación por la Fe de Aegon se considera el primer año del calendario de la saga, definiéndose a partir de entonces como «antes de la Conquista» a los años anteriores y «después de la Conquista» a los posteriores.
Pese a que Aegon había sido coronado como Rey de los Siete Reinos, lo cierto era que Dorne aún no se había sometido a la autoridad de los Targaryen. Rhaenys, hermana-esposa de Aegon, acudió a demandar la sumisión de la princesa Deria Martell, gobernante de Dorne, mas esta se negó, afirmando que ni se prosternarían, ni lucharían. La guerra por Dorne duraría varios años más y finalizaría de manera infructuosa para los Targaryen, falleciendo la propia reina Rhaenys durante el conflicto, y, finalmente, aceptando Aegon la independencia de Dorne.

## Consecuencias
Aegon buscó una nueva capital para su nuevo reino, y, aunque se especulaba con que sería la ciudad de Antigua o la isla-fortaleza de Rocadragón, Aegon decidió nombrar como capital a la primera fortificación que él construyó al llegar a Poniente, en la bahía del Aguasnegras, llamándola «Desembarco del Rey». Inició la construcción de un castillo interior llamado «Fortaleza Roja» y fundió las espadas de sus enemigos derrotados en un trono usando el fuego de Balerion; a esto se le llamó «Trono de Hierro».
La Casa Targaryen gobernaría durante casi tres siglos dentro de la cronología de la saga, hasta que el rey Aerys II Targaryen fue derrocado por el levantamiento de Robert Baratheon.
- Datos: Q5887766